# Jahongir Turdiyev (ur. 1993)
Jahongir Qayum oʻgʻli Turdiyev (ur. 5 czerwca 1993 w Karszy) – uzbecki zapaśnik walczący w stylu klasycznym. Zajął trzynaste miejsce na mistrzostwach świata w 2019. Piąty na igrzyskach azjatyckich w 2018. Srebrny medalista mistrzostw Azji w 2019 roku.